# Corvoidea
Corvoidea jsou jednou z nadčeledí pěvců, tvořící jádro infrařádu Corvida.

## Fylogeneze a taxonomie
V dnešní době je prakticky jasné zařazení jednotlivých rodů a čeledí do této skupiny, nicméně vztah mezi nimi zůstává do jisté míry nejasný. V současné době jsou do nadčeledi Corvoidea řazeny tyto taxony:
- sojka křiklavá (Platylophus galericulatus) – postavení v rámci nadčeledi je neujasněné
- drongovití (Dicruridae) – 25 druhů v jediném rodu Dicrurus
- pávíkovití (Rhipiduridae) – 46 druhů ve třech rodech (Chaetorhynchus, Lamprolia a Rhipidura)
- popeláčovití (Corcoracidae) – 2 druhy ve 2 rodech (Corcorax, Struthidea)
- Melampitta, rajkovec – 2 druhy nejasného zařazení
- rajkovití (Paradisaeidae) – 41 druhů v 16 rodech
- lejskovcovití (Monarchidae) – 98 druhů v 16 rodech
- ťuhýkovití (Laniidae) – 36 druhů ve 4 rodech
- krkavcovití (Corvidae) – 127 druhů v 25 rodech